# 格連登歧鬚鮠
格連登歧鬚鮠，為輻鰭魚綱鯰形目倒立鯰科的其中一種，為熱帶淡水魚，分布於非洲索馬利亞Uebi Shebeli及肯亞Lorian Swamps及Ewaso Nyiro流域，體長可達30.7公分，棲息在底中層水域，生活習性不明。